# Castel Rigone Calcio 2013-2014
Questa voce raccoglie le informazioni riguardanti il Castel Rigone Calcio nelle competizioni ufficiali della stagione 2013-2014.

## Stagione
Al debutto tra i professionisti, il Castel Rigone riparte con il tecnico Marco Di Loreto e con l'allenatore in seconda Marco Pobega, quest'ultimo ex capitano della squadra; alla presidenza vi è il patron Brunello Cucinelli, con Luca Quarta direttore sportivo. Per quest'anno la squadra ha ottenuto il permesso (su richiesta del proprio presidente) di giocare le partite casalinghe al sabato.
L'avvio di stagione vede la partecipazione alla Coppa Italia di Lega Pro: i biancoblù, inseriti nel girone H insieme a Prato e Poggibonsi, battono 4-1 i pratesi al San Bartolomeo e pareggiano 1-1 contro i poggibonsesi in trasferta, qualificandosi alla fase a eliminazione diretta dove hanno modo di giocare uno storico derby umbro con il Perugia allo stadio Renato Curi, cadendo però 0-1 e venendo eliminati dalla competizione. Il Castel Rigone debutta quindi nel girone B della Lega Pro Seconda Divisione, uscendo sconfitto 1-3 dallo stadio Guido Angelini di Chieti; il primo punto in stagione arriva dopo il pareggio interno con il Martina, mentre la prima vittoria arriva il 21 settembre 2013, al San Bartolomeo con il Messina.
Il successivo 19 ottobre, nonostante il 2-1 dei lacustri sul Tuttocuoio, viene esonerato l'allenatore Di Loreto; al suo posto subentra Luca Fusi il quale debutta con un successo 3-2 sul campo dell'Arzanese, peraltro la prima vittoria in trasferta della squadra. A metà torneo la matricola rigonese, trascinata dalle reti del suo numero 9 Dario Pietro Tranchitella, staziona a sorpresa al quinto posto della classifica; tuttavia un disastroso prosieguo di stagione vanifica il cammino fin lì compiuto, coi biancoblù che di domenica in domenica scivolano verso la zona retrocessione. Il 27 aprile 2014, in seguito alla sconfitta 1-2 sul campo della Vigor Lamezia, il Castel Rigone retrocede in Serie D con una giornata di anticipo (complice anche una sopravvenuta riforma dei campionati, che rendeva necessario almeno il dodicesimo posto in classifica per giocare i play-out), salutando dopo una sola stagione il calcio professionistico.
A fine stagione arriverà poi lo scioglimento della società, inglobata da Cucinelli in un nuovo progetto dedicato al calcio giovanile.

## Divise e sponsor
Il fornitore tecnico per la stagione 2013-2014 è adidas, mentre non è presente uno sponsor di maglia. La prima divisa consta di un completo bianco con dettagli blu; la seconda uniforme è a tinte inverse.
| Casa | Trasferta |

## Organigramma societario
Area direttiva
- Presidente: Brunello Cucinelli

Area organizzativa
- Direttore sportivo: Luca Quarta
- Segretario: Francesco Scarpelloni

Area tecnica
- Allenatore: Marco Di Loreto, poi Luca Fusi
- Allenatore in seconda: Marco Pobega
- Preparatori atletici: Thomas Lucianetti e Fabrizio Sdringola
- Preparatore dei portieri: Gianni Calussi

Area sanitaria
- Medico sociale: Ermanno Trinchese
- Massofisioterapisti: Simone Ercolani e Marco Pittoli

## Rosa
| N. |                   | Ruolo | Calciatore                  |
| -- | ----------------- | ----- | --------------------------- |
|    | Italia (bandiera) | P     | Francesco Franzese          |
|    | Italia (bandiera) | P     | Federico Zucconi            |
|    | Italia (bandiera) | D     | Gianluigi Bianco            |
|    | Italia (bandiera) | D     | Andrea Bonaiuti             |
|    | Italia (bandiera) | D     | Francesco Cangi             |
|    | Italia (bandiera) | D     | Matteo De Pasquale          |
|    | Italia (bandiera) | D     | Roberto Gimmelli (capitano) |
|    | Italia (bandiera) | D     | Francesco Luoni             |
|    | Italia (bandiera) | D     | Riccardo Mattelli           |
|    | Italia (bandiera) | D     | Leonardo Moracci            |
|    | Italia (bandiera) | D     | Filippo Petterini           |
|    | Italia (bandiera) | D     | Giorgio Santarelli          |
|    | Italia (bandiera) | D     | Simone Sbaraglia            |
|    | Italia (bandiera) | C     | Francesco Bontà             |
|    | Italia (bandiera) | C     | Mauro Calvi                 |

| N. |                   | Ruolo | Calciatore                                |
| -- | ----------------- | ----- | ----------------------------------------- |
|    | Italia (bandiera) | C     | Matteo Coresi                             |
|    | Italia (bandiera) | C     | Salvatore Luna                            |
|    | Italia (bandiera) | C     | Andrea Montanari                          |
|    | Italia (bandiera) | C     | Luca Ubaldi                               |
|    | Italia (bandiera) | C     | Carlo Vicedomini                          |
|    | Italia (bandiera) | A     | Marco Agostinelli                         |
|    | Italia (bandiera) | A     | Nicolas Battistelli                       |
|    | Italia (bandiera) | A     | Roberto Cappai                            |
|    | Italia (bandiera) | A     | Francesco Di Paola                        |
|    | Italia (bandiera) | A     | Michelangelo Guarino                      |
|    | Italia (bandiera) | A     | Lorenzo Liurni                            |
|    | Italia (bandiera) | A     | Nicholas Redi                             |
|    | Italia (bandiera) | A     | Stefano Scappini                          |
|    | Italia (bandiera) | A     | Dario Pietro Tranchitella (vice capitano) |

## Calciomercato

### Sessione estiva(dal 1º/7 al 31/8)
| Acquisti | Acquisti          | Acquisti    | Acquisti   |
| R.       | Nome              | da          | Modalità   |
| -------- | ----------------- | ----------- | ---------- |
| D        | Francesco Cangi   | Verona      | prestito   |
| D        | Francesco Luoni   | AlbinoLeffe | prestito   |
| D        | Riccardo Mattelli | Foligno     | definitivo |
| D        | Leonardo Moracci  | Portogruaro | definitivo |
| D        | Filippo Petterini | Barletta    | definitivo |
| C        | Francesco Bontà   | Reggina     | definitivo |
| C        | Carlo Vicedomini  | Taranto     | definitivo |
| A        | Roberto Cappai    | Catania     | prestito   |
| A        | Nicholas Redi     | Siena       | prestito   |

| Cessioni | Cessioni           | Cessioni     | Cessioni      |
| R.       | Nome               | a            | Modalità      |
| -------- | ------------------ | ------------ | ------------- |
| D        | Matteo De Pasquale | Bastia       | definitivo    |
| D        | Adriano Disanto    | Bari         | fine prestito |
| D        | Manuel Polpetta    | Foligno      | prestito      |
| C        | Manuel Polpetta    | Villabiagio  | definitivo    |
| C        | Nicola Gai         | Martina      | definitivo    |
| C        | Leonardo Nonni     | Martina      | definitivo    |
| C        | Andrea Pirchi      | Pontevecchio | definitivo    |
| A        | Lorenzo Belli      | Martina      | definitivo    |
| A        | Alessandro Santini | Trestina     | definitivo    |

### Sessione invernale(dal 3/1 al 31/1)
| Acquisti | Acquisti         | Acquisti  | Acquisti   |
| R.       | Nome             | da        | Modalità   |
| -------- | ---------------- | --------- | ---------- |
| D        | Andrea Bonaiuti  | Deruta    | definitivo |
| C        | Mauro Calvi      | Carrarese | definitivo |
| A        | Stefano Scappini | Sampdoria | prestito   |

| Cessioni | Cessioni           | Cessioni | Cessioni    |
| R.       | Nome               | a        | Modalità    |
| -------- | ------------------ | -------- | ----------- |
| A        | Francesco Di Paola |          | rescissione |

### Operazioni esterne alle sessioni
| Acquisti | Acquisti         | Acquisti | Acquisti   |
| R.       | Nome             | da       | Modalità   |
| -------- | ---------------- | -------- | ---------- |
| D        | Gianluigi Bianco | -        | svincolato |

## Risultati

### Lega Pro Seconda Dvisione

#### Girone di andata
| Arbitro: | Casaluci (Lecce) |

|                                            |           |                  |
| Della Penna 53’ Bernardino 70’ Guidone 84’ | Marcatori | 76’ Tranchitella |

| Passignano sul Trasimeno 8 settembre 2013, ore 15:00 CEST Girone B – 2ª giornata | Castel Rigone     | 0 – 0 | Martina | Stadio San Bartolomeo (688 spett.)\| Arbitro: \| Cangiano (Napoli) \| |
| Arbitro:                                                                         | Cangiano (Napoli) |       |         |                                                                       |

| Arbitro: | Perotti (Legnano) |

|                                   |           |              |
| Orlando 3’, 18’, 27’ Vicentìn 52’ | Marcatori | 59’ Di Paola |

| Arbitro: | Di Ruberto (Nocera Inferiore) |

|                         |           |  |
| Tranchitella 68’, 90+3’ | Marcatori |  |

| Arbitro: | Mancini (Fermo) |

|               |           |  |
| Civilleri 22’ | Marcatori |  |

| Arbitro: | Strippoli (Bari) |

|                         |           |                                     |
| Tranchitella 63’ (rig.) | Marcatori | 32’ (rig.) De Angelis 67’ Calderini |

| Arbitro: | Greco (Lecce) |

|              |           |  |
| Caturano 49’ | Marcatori |  |

| Arbitro: | Cadeo (Este) |

|                            |           |              |
| Cangi 55’ Tranchitella 66’ | Marcatori | 12’ Ferretti |

| Arbitro: | Mastrodonato (Molfetta) |

|                     |           |                                          |
| U. Improta 43’, 83’ | Marcatori | 42’ G. Bianco 60’ Tranchitella 75’ Bontà |

| Arbitro: | Catona (Reggio Calabria) |

|                  |           |  |
| Tranchitella 59’ | Marcatori |  |

| Arbitro: | Baroni (Firenze) |

|            |           |  |
| Armeno 72’ | Marcatori |  |

| Passignano sul Trasimeno 17 novembre 2013, ore 15:00 CEST Girone B – 12ª giornata | Castel Rigone    | 0 – 0 | Gavorrano | Stadio San Bartolomeo (400 spett.)\| Arbitro: \| Casaluci (Lecce) \| |
| Arbitro:                                                                          | Casaluci (Lecce) |       |           |                                                                      |

| Arbitro: | Mancini (Fermo) |

|                 |           |            |
| Giglio 15’, 18’ | Marcatori | 23’ Bianco |

| Arbitro: | Panarese (Lecce) |

|                                                             |           |                |
| Agostinelli 19’ Tranchitella 47’ (rig.), 73’ Vicedomini 80’ | Marcatori | 90+1’ Montella |

| Arbitro: | Strippoli (Bari) |

|                                   |           |                                                        |
| Di Paolantonio 32’ Dimas 39’, 58’ | Marcatori | 26’, 53’ (rig.) Tranchitella 49’ Gimmelli 77’ Mattelli |

| Arbitro: | Illuzzi (Molfetta) |

|                              |           |  |
| Ubaldi 66’ Agostinelli 90+2’ | Marcatori |  |

| Arbitro: | Oliveri (Palermo) |

|  |           |                 |
|  | Marcatori | 68’ Agostinelli |

#### Girone di ritorno
| Arbitro: | Dei Giudici (Latina) |

|                  |           |  |
| Tranchitella 41’ | Marcatori |  |

| Arbitro: | Di Ruberto (Nocera Inferiore) |

|                         |           |  |
| Provenzano 2’ Ilari 46’ | Marcatori |  |

| Arbitro: | Vesprini (Macerata) |

|                  |           |                         |
| Tranchitella 15’ | Marcatori | 10’ Galizia 67’ Orlando |

| Arbitro: | Marini (Roma) |

|                           |           |  |
| Costa Ferreira 72’, 90+2’ | Marcatori |  |

| Arbitro: | Capraro (Cassino) |

|                               |           |                  |
| Gimmelli 87’ Tranchitella 90’ | Marcatori | 44’ Ferri Marini |

| Arbitro: | Rapuano (Rimini) |

|             |           |                         |
| Mosciaro 1’ | Marcatori | 52’ (rig.) Tranchitella |

| Arbitro: | Martinelli (Roma 2) |

|  |           |           |
|  | Marcatori | 7’ Marano |

| Arbitro: | Ceccarelli (Rimini) |

|                          |           |              |
| Colombo 19’ Catanese 69’ | Marcatori | 24’ Scappini |

| Arbitro: | Greco (Lecce) |

|                                   |           |                                    |
| Scappini 29’, 47’ Agostinelli 30’ | Marcatori | 5’, 27’, 57’ Ripa 40’ Mangiacasale |

| Arbitro: | Luciano (Lamezia Terme) |

|             |           |              |
| Tortori 22’ | Marcatori | 55’ Mattelli |

| Arbitro: | Pelagatti (Arezzo) |

|  |           |            |
|  | Marcatori | 70’ Alfano |

| Arbitro: | Fiore (Barletta) |

|                                     |           |                 |
| Zizzari 55’ (rig.) Cangi 73’ (aut.) | Marcatori | 12’ Agostinelli |

| Arbitro: | Piccinini (Forlì) |

|            |           |                                                              |
| Coresi 31’ | Marcatori | 8’ Agostinone 13’, 25’, 52’ (rig.) Cavallaro 53’, 77’ Giglio |

| Arbitro: | Balice (Termoli) |

|                                |           |                  |
| Montella 58’, 67’ Corsetti 76’ | Marcatori | 84’ Tranchitella |

| Arbitro: | Rocca (Vibo Valentia) |

|                 |           |                    |
| Tranchitella 8’ | Marcatori | 4’ Fiore 47’ Gaeta |

| Arbitro: | Bellotti (Verona) |

|                           |           |                      |
| D'Amico 30’ Carbonari 83’ | Marcatori | 90+1’ (aut.) Strumbo |

| Arbitro: | Rapuano (Rimini) |

|                     |           |                                       |
| Scappini 84’ (rig.) | Marcatori | 46’ Catania 64’ Maiorino 72’ Lettieri |

### Coppa Italia Lega Pro

#### Fase a gironi
| Arbitro: | Piccinini (Forlì) |

|                                                   |           |               |
| Cappai 2’ Tranchitella 19’ (rig.), 30’ Ubaldi 65’ | Marcatori | 62’ Benedetti |

| Arbitro: | Casaluci (Lecce) |

|               |           |               |
| Baldassin 89’ | Marcatori | 35’ Petterini |

#### Fase a eliminazione diretta
| Arbitro: | Albertini (Ascoli Piceno) |

|             |           |  |
| Fabinho 70’ | Marcatori |  |

## Statistiche

### Statistiche di squadra
| Competizione               | Punti | In casa | In casa | In casa | In casa | In casa | In casa | In trasferta | In trasferta | In trasferta | In trasferta | In trasferta | In trasferta | Totale | Totale | Totale | Totale | Totale | Totale | DR  |
| Competizione               | Punti | G       | V       | N       | P       | Gf      | Gs      | G            | V            | N            | P            | Gf           | Gs           | G      | V      | N      | P      | Gf     | Gs     | DR  |
| -------------------------- | ----- | ------- | ------- | ------- | ------- | ------- | ------- | ------------ | ------------ | ------------ | ------------ | ------------ | ------------ | ------ | ------ | ------ | ------ | ------ | ------ | --- |
| Lega Pro Seconda Divisione | 34    | 17      | 7       | 2       | 8       | 22      | 24      | 17           | 3            | 2            | 12           | 17           | 32           | 34     | 10     | 4      | 20     | 39     | 56     | -17 |
| Coppa Italia Lega Pro      | -     | 1       | 1       | 0       | 0       | 4       | 1       | 2            | 0            | 1            | 1            | 1            | 2            | 3      | 1      | 1      | 1      | 5      | 3      | +2  |
| Totale                     | -     | 18      | 8       | 2       | 8       | 26      | 25      | 19           | 3            | 3            | 13           | 18           | 34           | 37     | 11     | 5      | 21     | 44     | 59     | -15 |

### Andamento in campionato
| Giornata  | 1  | 2  | 3  | 4  | 5  | 6  | 7  | 8  | 9  | 10 | 11 | 12 | 13 | 14 | 15 | 16 | 17 | 18 | 19 | 20 | 21 | 22 | 23 | 24 | 25 | 26 | 27 | 28 | 29 | 30 | 31 | 32 | 33 | 34 |
| --------- | -- | -- | -- | -- | -- | -- | -- | -- | -- | -- | -- | -- | -- | -- | -- | -- | -- | -- | -- | -- | -- | -- | -- | -- | -- | -- | -- | -- | -- | -- | -- | -- | -- | -- |
| Luogo     | T  | C  | T  | C  | T  | C  | T  | C  | T  | C  | T  | C  | T  | C  | T  | C  | T  | C  | T  | C  | T  | C  | T  | C  | T  | C  | T  | C  | T  | C  | T  | C  | T  | C  |
| Risultato | P  | N  | P  | V  | P  | P  | P  | V  | V  | V  | P  | N  | P  | V  | V  | V  | V  | V  | P  | P  | P  | V  | N  | P  | P  | P  | N  | P  | P  | P  | P  | P  | P  | P  |
| Posizione | 17 | 15 | 17 | 14 | 15 | 17 | 17 | 17 | 13 | 15 | 16 | 16 | 16 | 16 | 14 | 12 | 8  | 7  | 7  | 9  | 12 | 8  | 10 | 11 | 12 | 13 | 13 | 14 | 16 | 16 | 17 | 17 | 17 | 17 |

Legenda:

Luogo: C = Casa; T = Trasferta. Risultato: V = Vittoria; N = Pareggio; P = Sconfitta.

## Giovanili

### Organigramma
Area tecnica
- Berretti
  - Allenatore: Filippo Furiani
- Allievi Nazionali
  - Allenatore: David Del Prete
- Giovanissimi Nazionali
  - Allenatore: Filippo Brachini